# Cantone di Vallon
Il Cantone di Vallon è una divisione amministrativa dell'arrondissement di Rodez.
È stato costituito a seguito della riforma approvata con decreto del 21 febbraio 2014, che ha avuto attuazione dopo le elezioni dipartimentali del 2015.

## Composizione
Comprende gli 11 comuni di:
- Balsac
- Clairvaux-d'Aveyron
- Druelle
- Marcillac-Vallon
- Mouret
- Muret-le-Château
- Nauviale
- Pruines
- Saint-Christophe-Vallon
- Salles-la-Source
- Valady